# T Filock
T (Filoque) Filock var en målare verksam på 1600-talets senare hälft.
Mycket litet är känt om Filocks levnad och ursprung men Carl Gustaf Tessin omnämner honom som en käck landskapsmålare och i ett brev nämner Tessin att hans svägerska Eva Bielke äger fyra större målningar föreställande de fyra årstiderna vilka ursprungligen utförts på uppdrag av riksmarskalken greve Johan Stenbock. Några av Filocks arbeten visades på en utställning i Lidköping 1877.